# Гёд
Гёд (венг. Göd) — город в центральной части Венгрии, в медье Пешт.
Население — 17 659 человек (2001). Площадь города — 22,30 км². Плотность населения — 720,20 чел./км².
Город Гёд, как и вся Венгрия, находится в часовом поясе, обозначаемом по международному стандарту как Central European Time (CET). Смещение относительно UTC составляет +1:00 (CET, зимнее время) / +2:00 (CEST, летнее время), так как в этом часовом поясе действует переход на летнее время.
Почтовый индекс — 2131, 2132. Телефонный код (+35)27.

## Галерея

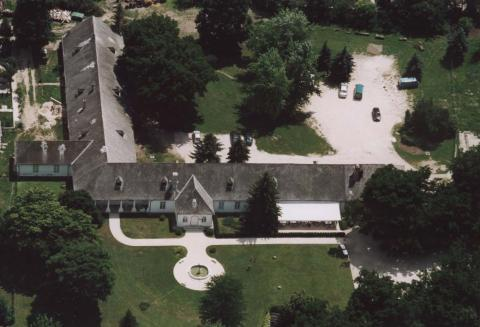
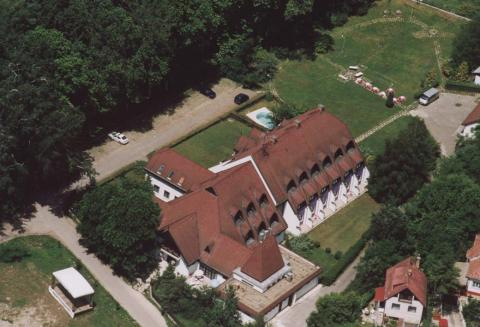
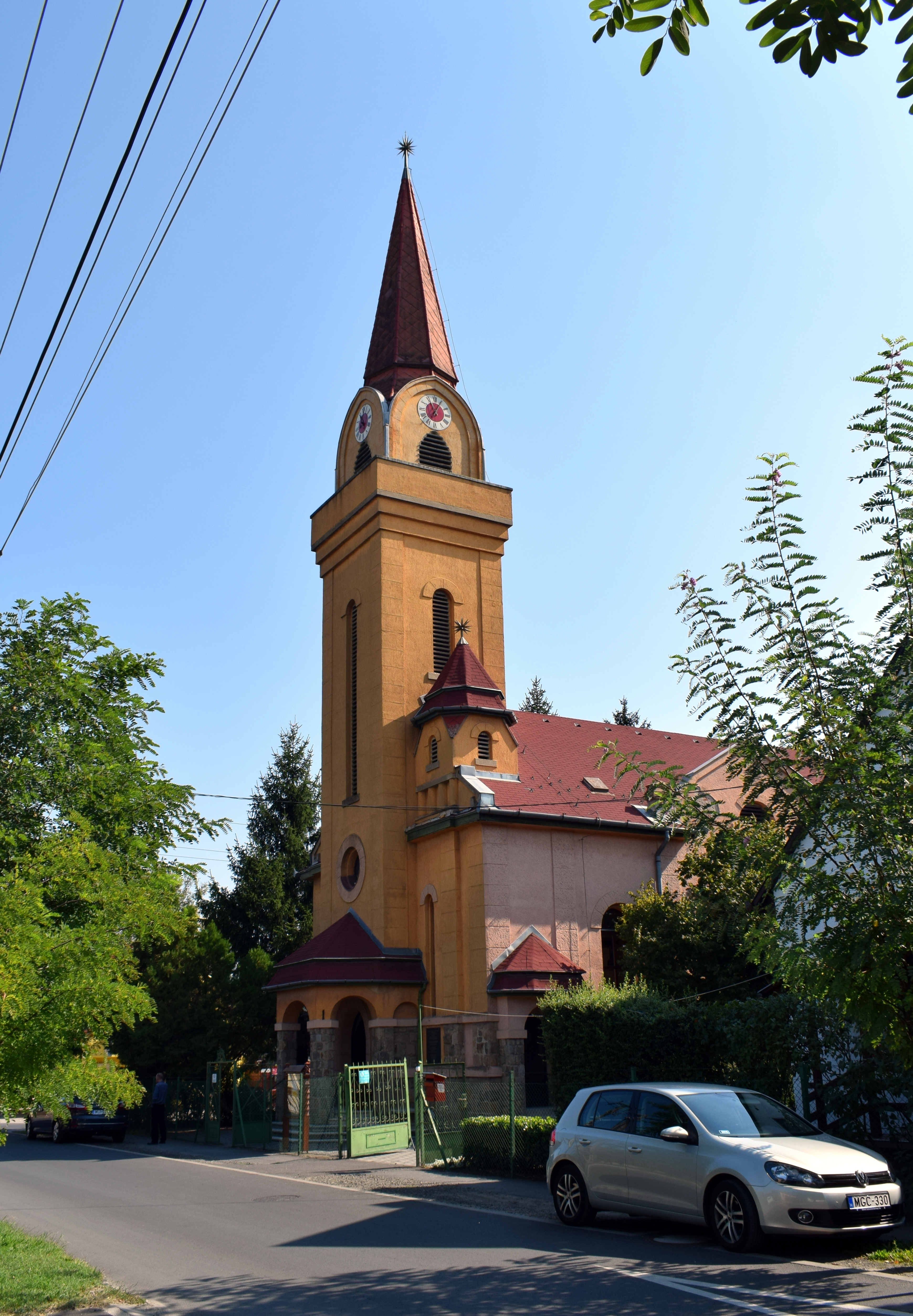
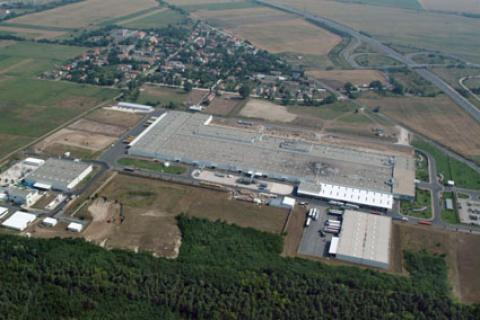
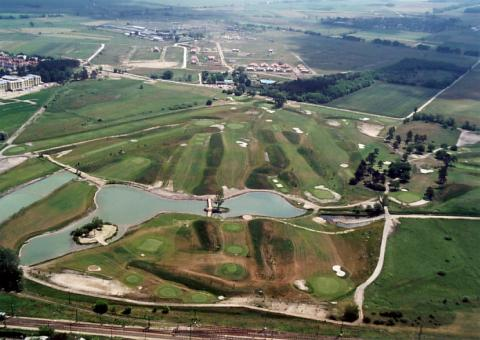

## Население
| Год  | Численность | Численность |
| ---- | ----------- | ----------- |
| 2013 | 17 843      | [ 2 ]       |
| 2014 | 18 005      | [ 3 ]       |
| 2018 | 18 218      | [ 4 ]       |
| 2021 | 20 799      | [ 5 ]       |
| 2022 | 21 897      | [ 6 ]       |
| 2023 | 21 992      | [ 7 ]       |
| 2024 | 21 876      | [ 1 ]       |

## Города-побратимы
- Paleu[вд], Румыния
- Мариньян, Франция
- Монте, Швейцария
- /  /  Яноши, Украина / Австрийская империя / Австро-Венгрия